# 奥田雄一郎
奥田 雄一郎（おくだ ゆういちろう、1982年8月27日 - ）は、日本の学校コンサルタント。コアネット教育総合研究所第一研究室プロジェクトリーダー。血液型B型。

## 来歴
福井県越前市出身。福井県立武生高等学校卒業後、早稲田大学教育学部に入学。小松郁夫に師事し、教育政策や学校経営について学ぶ。2005年、コアネット教育総合研究所に入所。私立中高の生徒募集、教員研修、教員採用、マーケティング調査、学校評価などの支援に携わり数多くのプロジェクトを成功に導く。

## 主な著書・論文
- 『“Webファースト”』（「FORWARD21号」コアネット教育総合研究所、2013年）
- 『小学生保護者の「中学進学」に対する意識と行動傾向』（「FORWARD17号」コアネット教育総合研究所、2012年）
- 『事務職員が変われば学校が変わる～3ステップで考える職員改革の進め方～』（「FORWARD12号」コアネット教育総合研究所、2011年）
- 『ソーシャルメディアが、全てを変える』（「FORWARD 第8・10・12号」コアネット教育総合研究所、2011年）
- 『＜ターゲット視点＞の改善「来てほしい受験生」を獲得!私学における「マーケティング」の有効性と、戦略策定の実践手法』（「FORWARD 6月号」コアネット教育総合研究所、2010年 共著）
- 『中高一貫生の大学進学実績の分析～進学実績が中学募集に及ぼす効果と高実績校の取組を探る』（「私学マネジメント・レビュー第24号」コアネット教育総合研究所、2008年）

## 主なセミナー・研修
- 『先進校の事例に学ぶ！ホームページ活用・実践講座』（コアネット・マネジメントスクール・私学マネジメント協会実践力向上講座、2010年～2013年）
- 『学校経営の次世代を担う優秀な教員を獲得するために!私立中高のための「教員採用革新」セミナー』（私学経営セミナー、2010年）